# Typhlops notorachius
Typhlops notorachius este o specie de șerpi din genul Typhlops, familia Typhlopidae, descrisă de Thomas și S.Blair Hedges în anul 2007. Conform Catalogue of Life specia Typhlops notorachius nu are subspecii cunoscute.